# Автоматический запрос повторной передачи
Автоматический запрос повторной передачи (англ. Automatic repeat request, ARQ) — метод обнаружения ошибок при передаче данных, использующий сигнал подтверждение приёма (получателем данных отправляются служебные данные, указывающие на то, что им был правильно принят фрагмент или пакет данных) и тайм-аут (определённые периоды времени, по истечении которых должно быть получено подтверждение) для обеспечения надёжной передачи по ненадёжным сервисам. Если отправитель данных до истечения тайм-аута не получает подтверждения, то, как правило, повторно передаёт фрейм / пакет, пока отправитель не получит подтверждение или не будет превышено заданное число повторных передач.
Виды протоколов ARQ включают в себя: Stop-and-wait ARQ, Go-Back-N ARQ, ARQ выборочного повтора / выборочного отказа.
Все эти три протокола обычно используют некоторую разновидность протокола скользящего окна для указания отправителю на то, какие пакеты (если таковые имеются) должны быть переданы повторно.
Эти протоколы входят в канальный уровень или транспортный уровень модели OSI.
Ряд патентов защищает методы ARQ для доставки потокового видео. При этом в условиях высокой пропускной способности отрицательные подтверждения приёма используются для снижения накладных расходов сети при передаче контента.

## Примеры
Протоколы семейства TCP используют вариант Go-Back-N ARQ для обеспечения надёжной передачи данных по IP, который не гарантирует доставку пакетов; с вариантом Selective Acknowledgement (SACK) используется Selective Repeat ARQ (ARQ выборочного повтора).
Стандарт ITU-T G.hn, обеспечивающий способ создания высокоскоростной (до 1 Гбит/с) ЛВС, использует существующую в помещениях проводку (электрическую, телефонные линии и коаксильные кабели) и метод ARQ выборочного повтора для обеспечения надёжной передачи данных в среде с высокими помехами.
Системы ARQ широко использовались в коротковолновых радиопередачах для обеспечения надёжной доставки таких данных, как телеграммы. Эти системы были в виде разновидностей ARQ-E и ARQ-M, которые также включали возможности мультиплексирования двух или четырёх каналов.